# Йинквойёган
Йинквойёган (устар. Ингвой-Юган) — река в России, в Шурышкарском районе Ямало-Ненецкого АО. Устье реки находится на 23-м км по правому берегу реки Сизимъёган. Длина реки составляет 18 км.

## Данные водного реестра
По данным государственного водного реестра России относится к Нижнеобскому бассейновому округу, водохозяйственный участок реки — Обь от впадения реки Северная Сосьва до города Салехард, речной подбассейн реки — бассейны притоков Оби ниже впадения Северной Сосьвы. Речной бассейн реки — (Нижняя) Обь от впадения Иртыша.